# Maria Josefa av Sachsen (1803–1829)

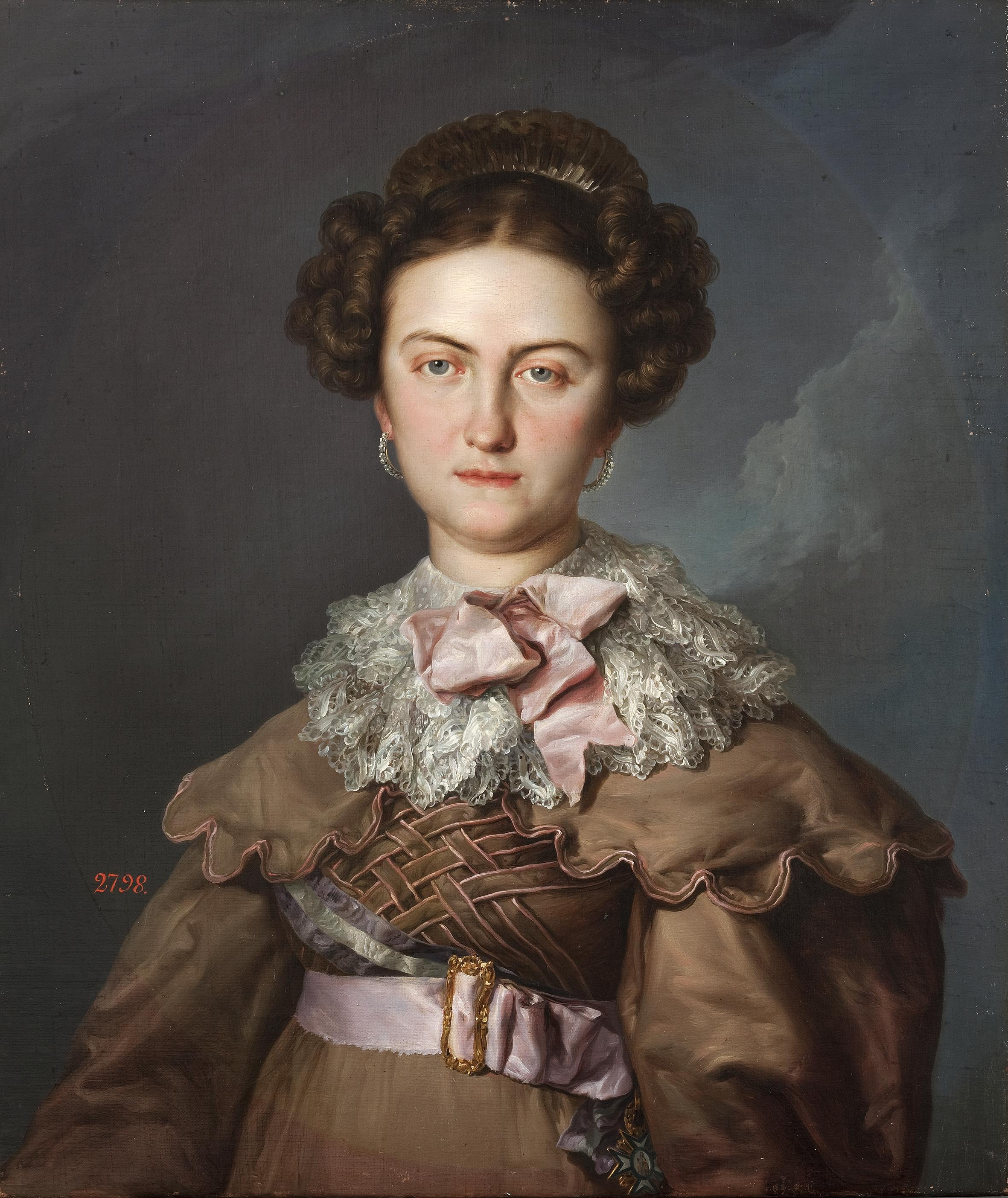
Maria Josepha av Sachsen

Maria Josepha av Sachsen, född   7 december 1803 i Dresden, död 18 maj 1829 i Aranjuez , var en spansk drottning, gift med kung Ferdinand VII av Spanien.
Hon var dotter till prins Maximilian av Sachsen och Carolina av Parma. Hon blev tidigt moderlös och placerades vid fem års ålder i en klosterskola, där hon sedan levde fram till att hennes äktenskap arrangerades elva år senare, då hon var sexton år. Hon gifte sig 20 oktober 1819 med Ferdinand VII i Madrid. 
Ferdinand VII valde ut Josefa som brud för att få en tronarvinge efter två barnlösa äktenskap. Han blev nöjd med Josefa, som beskrivs som vacker, naiv och djupt religiös. Hennes stränga religiositet och okunnighet om all sexualitet gjorde dock att hon vägrade att fullborda äktenskapet förrän påven hade ingripit och förklarat för henne att samlag inte var en synd inom äktenskapet. Hon levde ett mycket omärkligt liv som drottning; hon tog lektioner av diktaren Juan Bautista Arriaza och hade ett naiv religiöst intresse. Hon blev aldrig gravid, och läkare rekommenderade förgäves att hon gjorde hälsoresor till olika spanska kurorter för att öka fertiliteten. Hon avled plötsligt ung i feber.